# غريتشين باير
غريتشين باير (بالإنجليزية: Gretchen Baer)‏ هي رسامة أمريكية، ولدت في 1963.